# Вальдівіано

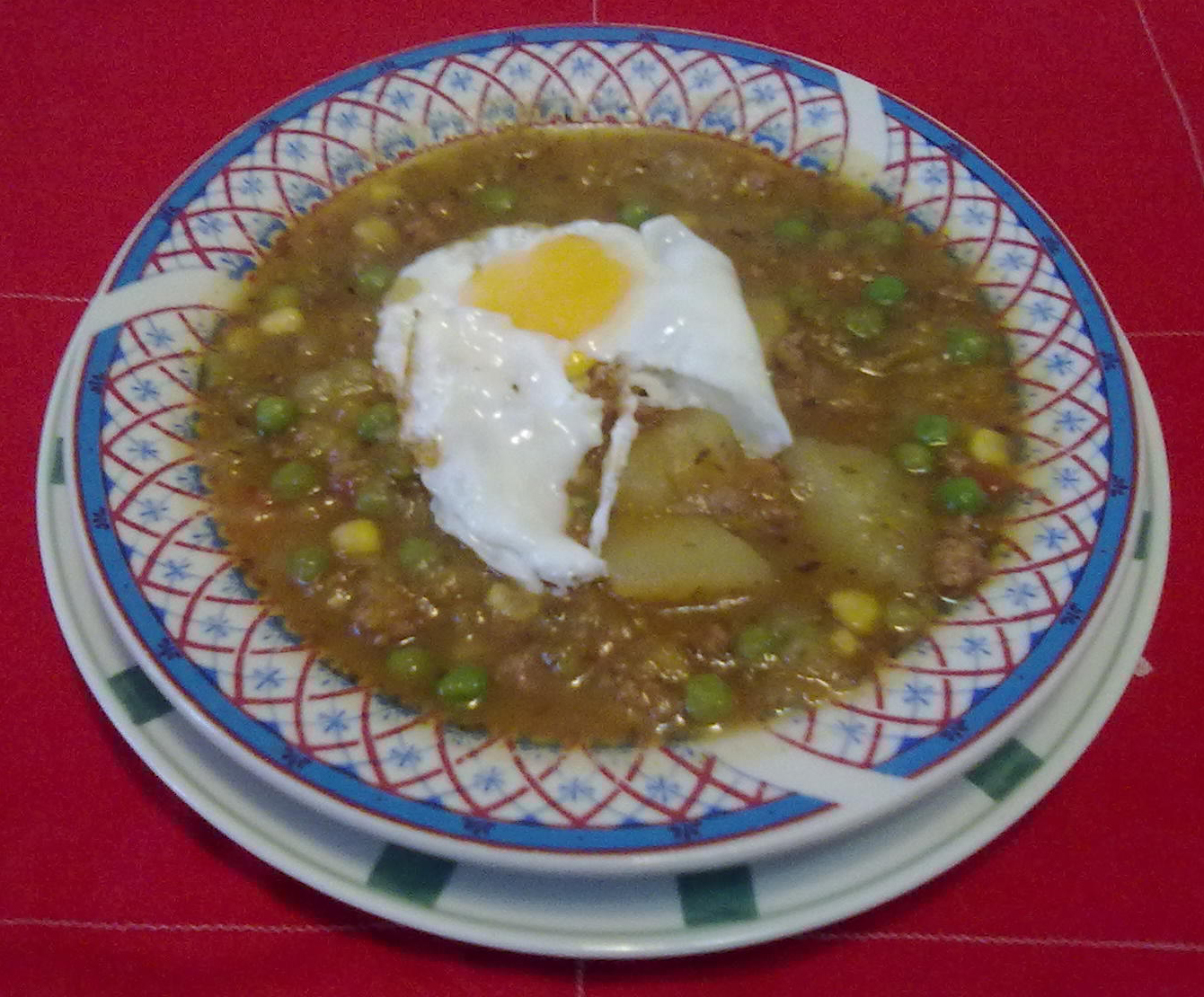
Чаркікан

Вальдівіано, як і жителі Вальдівії, Чилі, є чилійською стравою, що складається з супу, приготованого з джеркі (в'ялене м'ясо) і цибулею.

## Історія
У 1598 році, після катастрофи Куралаби, коли іспанські конкістадори втратили майже половину своєї території в тодішній провінції Чилі, місто Вальдівія залишилося однією з останніх іспанських фортець. Ізольовані там солдати були забезпечені великою кількістю в'яленого м'яса, виробленого в центральному Чилі. Втомившись від в'яленого м'яса, солдати створили цю страву, поєднавши в'ялене м'ясо з кількома іншими інгредієнтами, щоб створити суп Вальдівіано.

## Інгредієнти
Джеркі, рослинна олія, цибуля, петрушка, орегано, кмин, чилі.

### Варіації
Сучасні версії замінюють джеркі для м'ясного фаршу, подібно до приготування чаркікан або залишків шматочків м'яса з барбекю.